# Schizoceratomyia carrerai
Schizoceratomyia carrerai är en tvåvingeart som först beskrevs av Nelson Papavero 1962.  Schizoceratomyia carrerai ingår i släktet Schizoceratomyia och familjen blomflugor. Inga underarter finns listade i Catalogue of Life.